# Villa Olímpica Raúl Héctor Gámez
La Villa Olímpica de Parque Leloir es un complejo deportivo, propiedad del Club Atlético Vélez Sarsfield, en el cual realiza sus entrenamientos y concentraciones el plantel de fútbol profesional y amateur. El mismo se encuentra en el Partido de Ituzaingó, Provincia de Buenos Aires

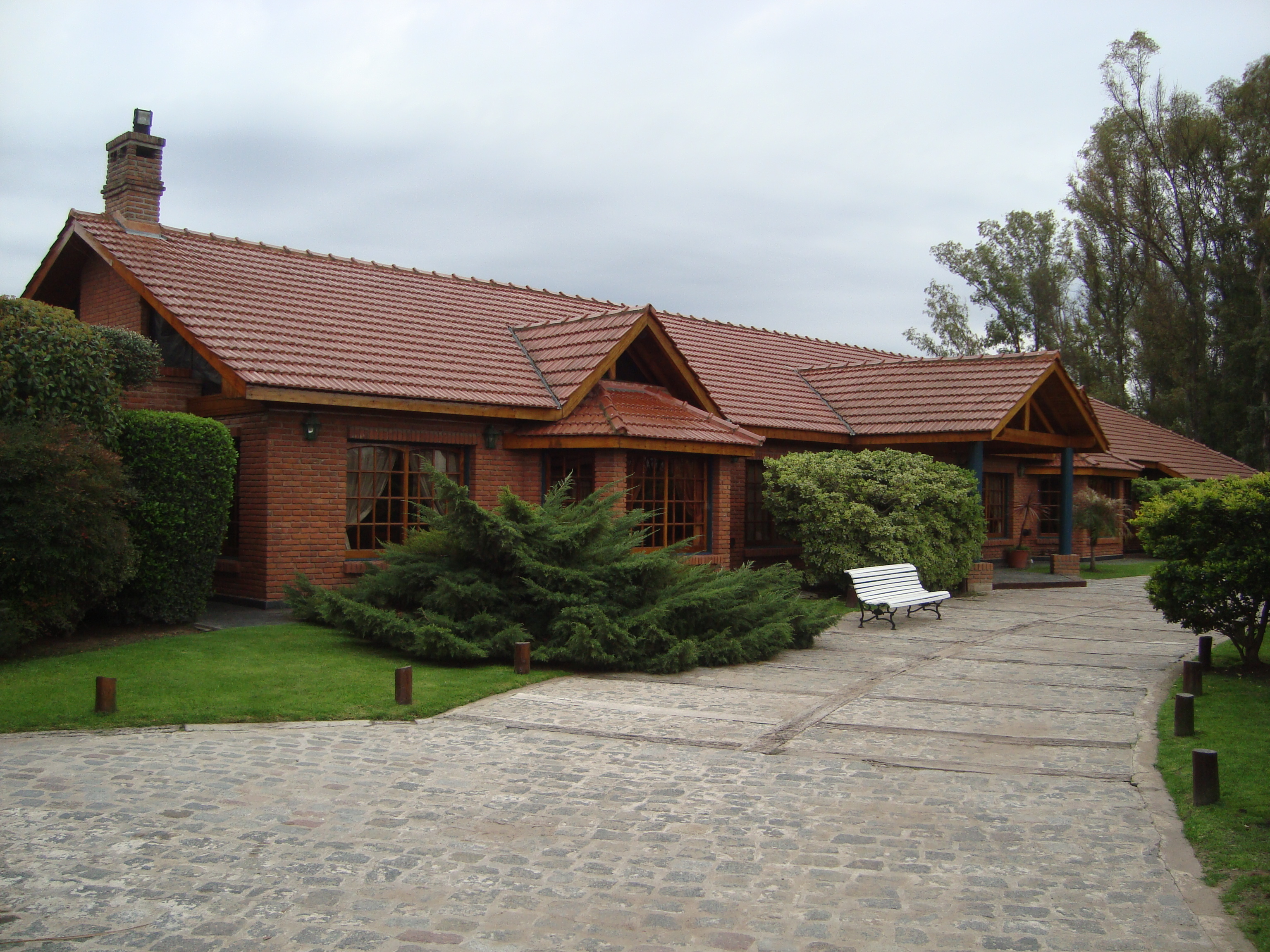
Villa Olímpica. Sector externo del salón principal.

## Historia
El complejo fue construido por el arquitecto Osvaldo Ghini y el ingeniero Osvlado Lucente, siguiendo las sugerencias del por entonces entrenador Marcelo Bielsa, debido a que el club no contaba con un predio apropiado para los entrenamientos del equipo.
La obra fue iniciada en enero de 1998 y finalizada a mediados del año 2000, durante la gestión del Presidente Carlos Eduardo Mousseaud, en cuyo honor se bautizó la sala de prensa en 2009.
En la Asamblea General Ordinaria celebrada el domingo 31 de octubre de 2004, se aprobó la denominación actual del complejo, Villa Olímpica Raúl Héctor Gámez, en reconocimiento a la notable gestión del dirigente y expresidente del club.
En noviembre de 2015 el club acordó con la Coordinación Ecológica Área Metropolitana Sociedad del Estado (CEAMSE) la propiedad total del complejo, cancelando la totalidad de la deuda.

## Ubicación y características
La Villa Olímpica está ubicada sobre las calles Mansilla y de la Guitarra, en el barrio de Parque Leloir, Partido de Ituzaingó, Provincia de Buenos Aires, cerca de la ciudad de Buenos Aires.
Cuenta 18 hectáreas y con más de 1700 m² cubiertos que guardan un estilo arquitectónico que armoniza con la naturaleza del lugar.
El sector del fútbol profesional, cuenta con una concentración en la cual se ubican las 23 habitaciones con capacidad para 46 personas, y un sector de trabajo técnico y terapéutico, compuesto por un gimnasio, una sala de masajes, una sala de relax, una sala de kinesiología, una sala de hidroterapia, una sala de recreación, un consultorio médico, una piscina de rehabilitación, el salón de videos, vestuarios, utilería, la oficina del cuerpo técnico, comedor, cocina, lavandería y un oratorio. En el exterior se encuentran dos canchas de fútbol reglamentarias y de primer nivel, recibiendo igual tratamiento que el césped del Estadio José Amalfitani y un quincho.
Por su parte en el sector del fútbol juvenil, se encuentran dos canchas de fútbol similares a las otras, vestuarios y utileía, que las divisiones inferiores, utilizan para entrenar y jugar sus partidos oficiales en condición de local.
En 2013 se efectuó la construcción de una cancha de césped sintético certificada y aprobada por la Federación Internacional de Fútbol Asociado (FIFA), y habilitada por la Asociación del Fútbol Argentino (AFA). De tal manera, podrá ser utilizada tanto en el campeonato de inferiores como para el torneo de Reserva.
Aunque el complejo es casi exclusivo para los planteles de fútbol, cuenta con otras tres canchas de fútbol (una de nueve y dos de once) y numerosas parrillas, que los socios, previa autorización de los directivos, pueden usar en forma recreativa.

## Usos
El principal uso que se hace de este lugar es el entrenamiento de los jugadores del primer equipo, la rehabilitación en caso de lesiones y la concentración previa a cada partido.
En el predio además acostumbran jugar sus partidos de local la reserva y las divisiones inferiores, y en ocasiones es utilizado por equipos extranjeros cuando visitan el país.

## Galería de imágenes

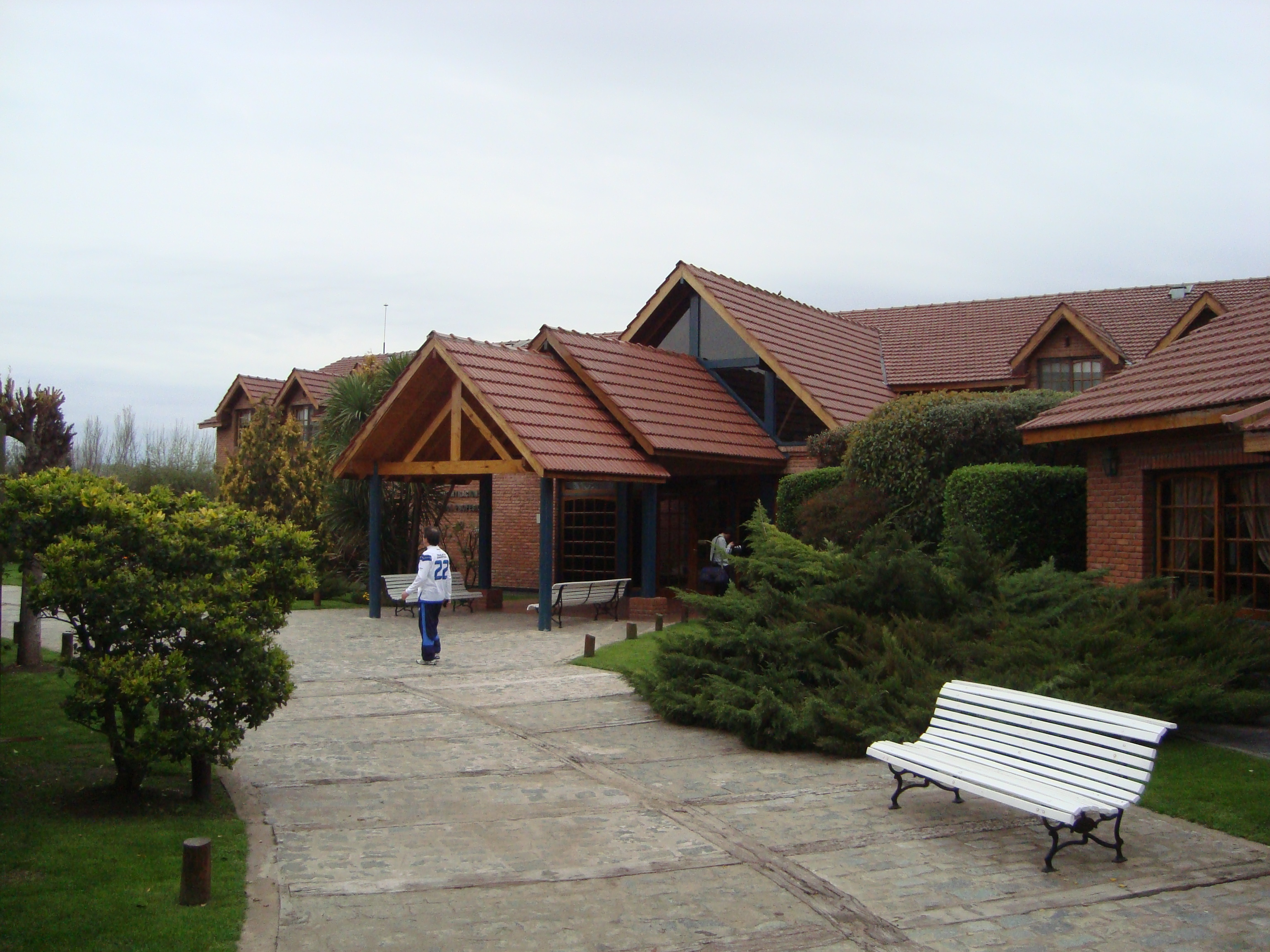
Edificio principal. Concentración del equipo profesional.
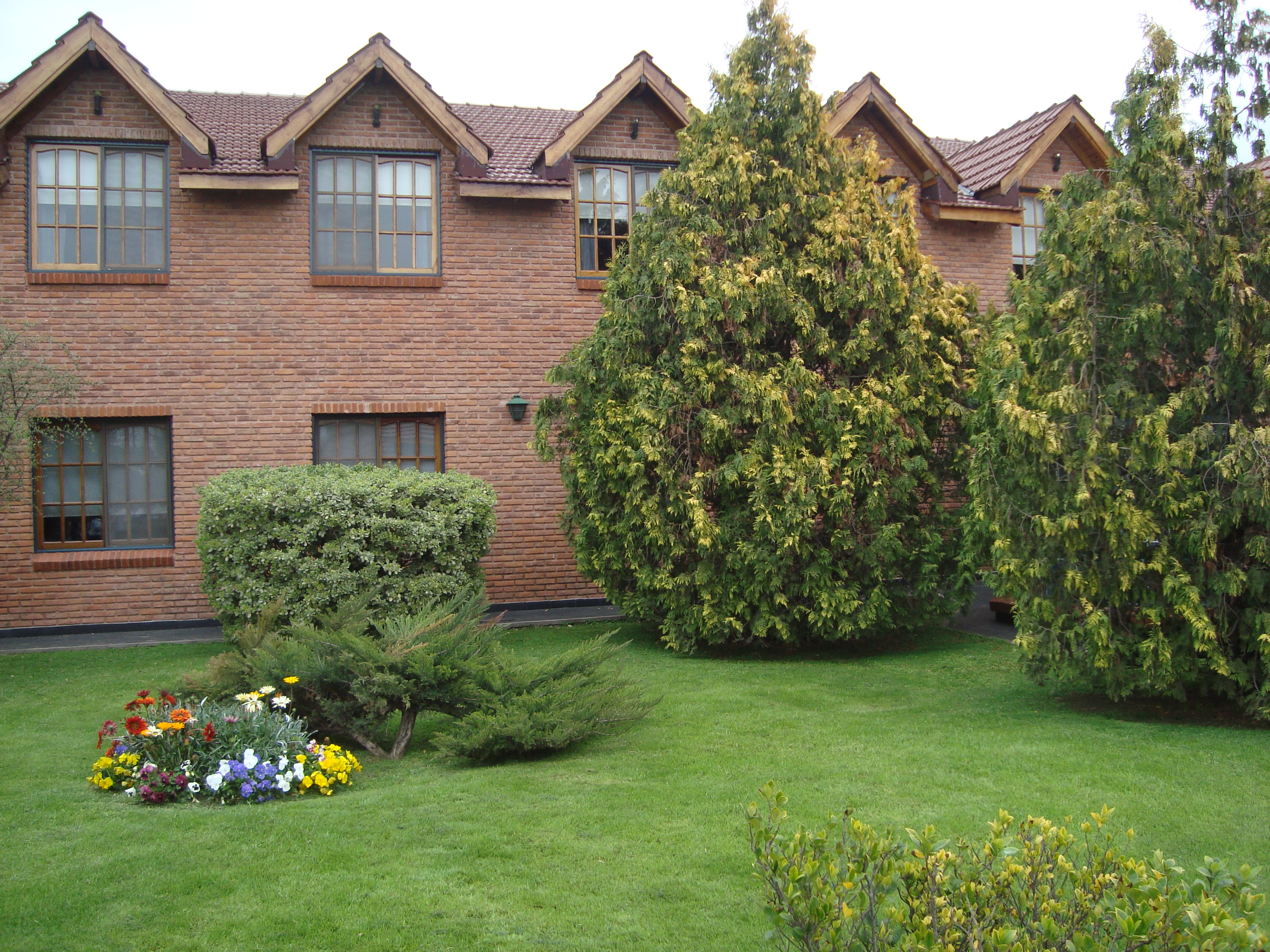
Sector de habitaciones.
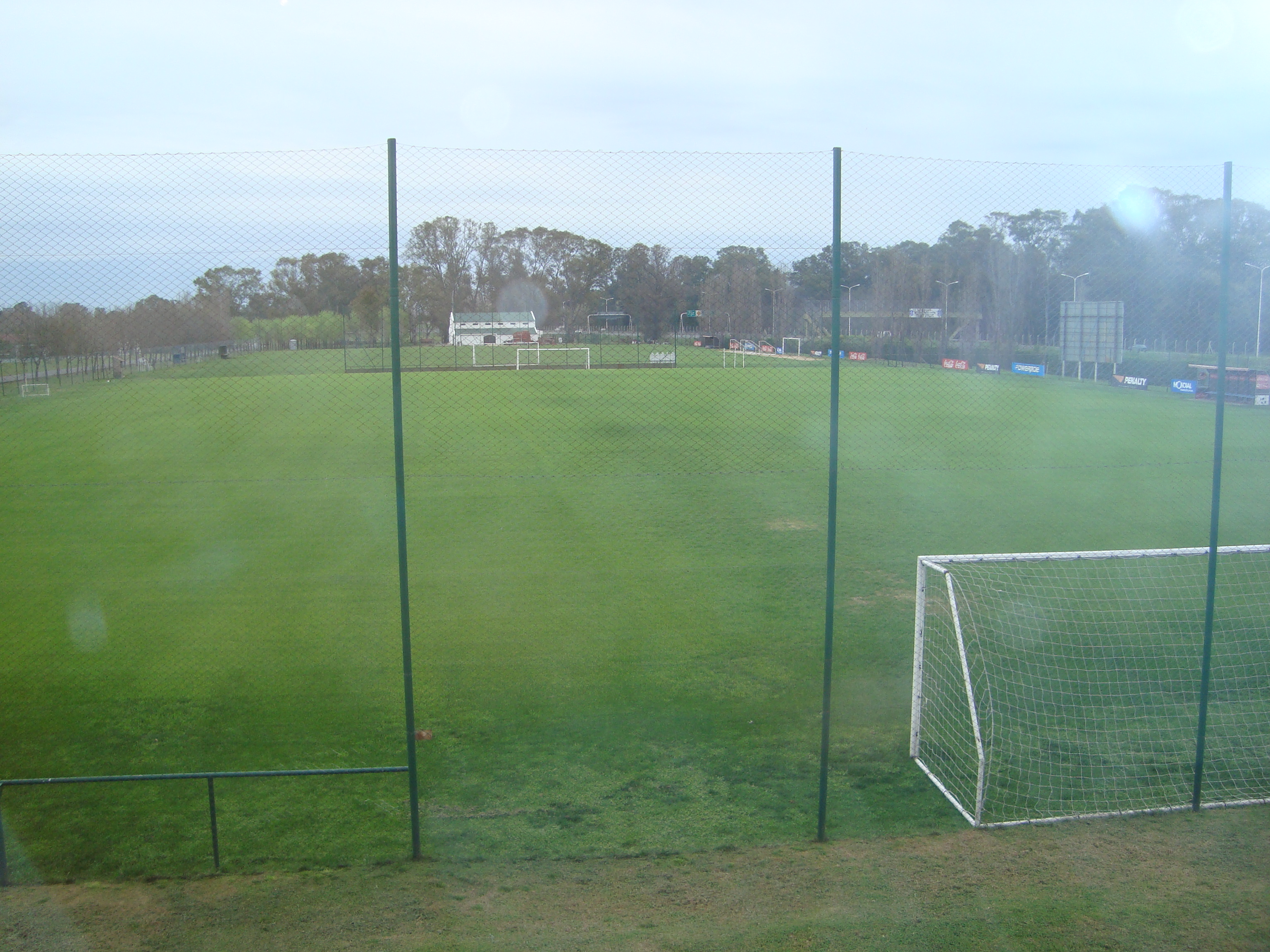
Uno de los campos principales de entrenamiento.
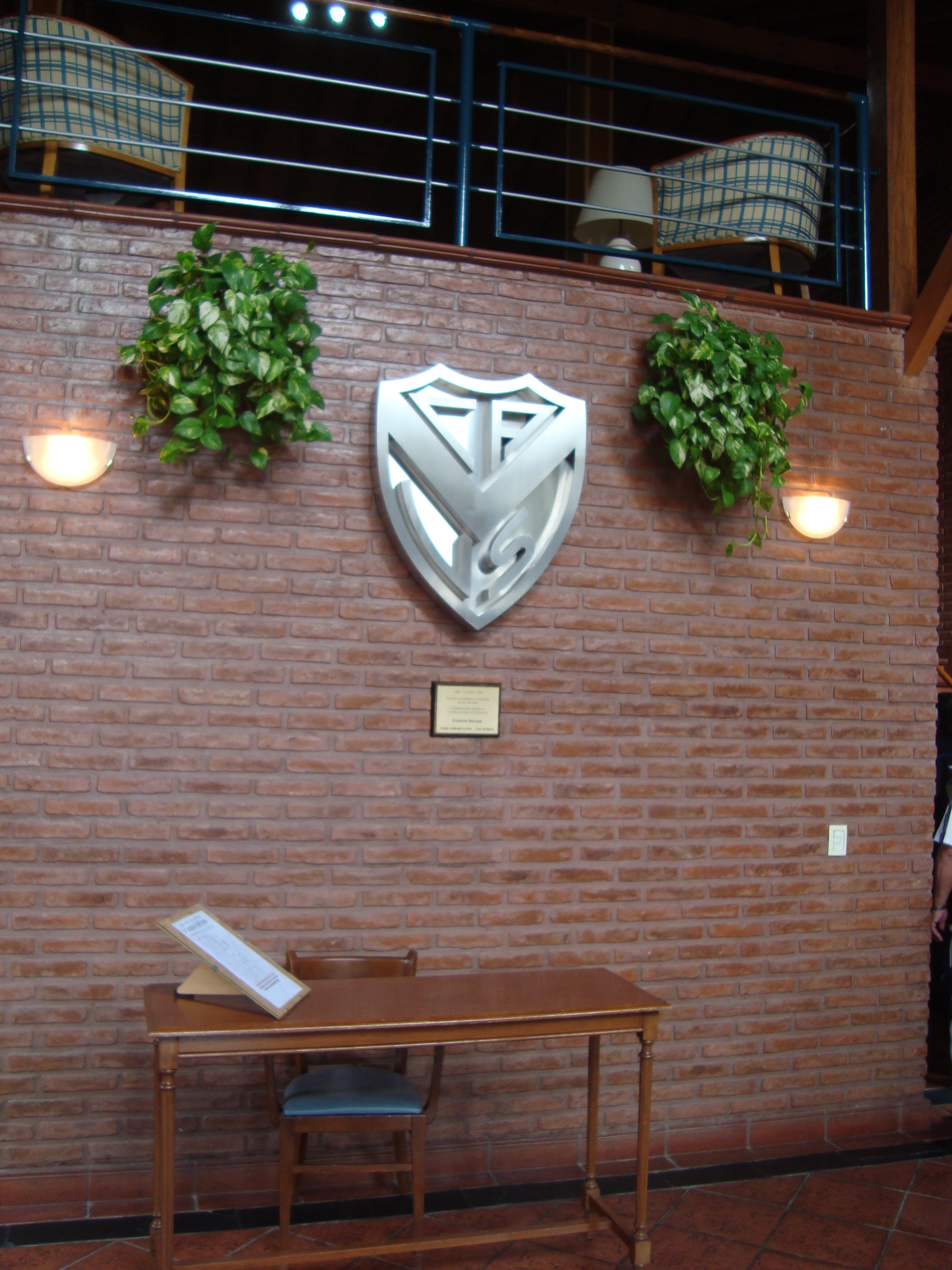
Hall de ingreso.
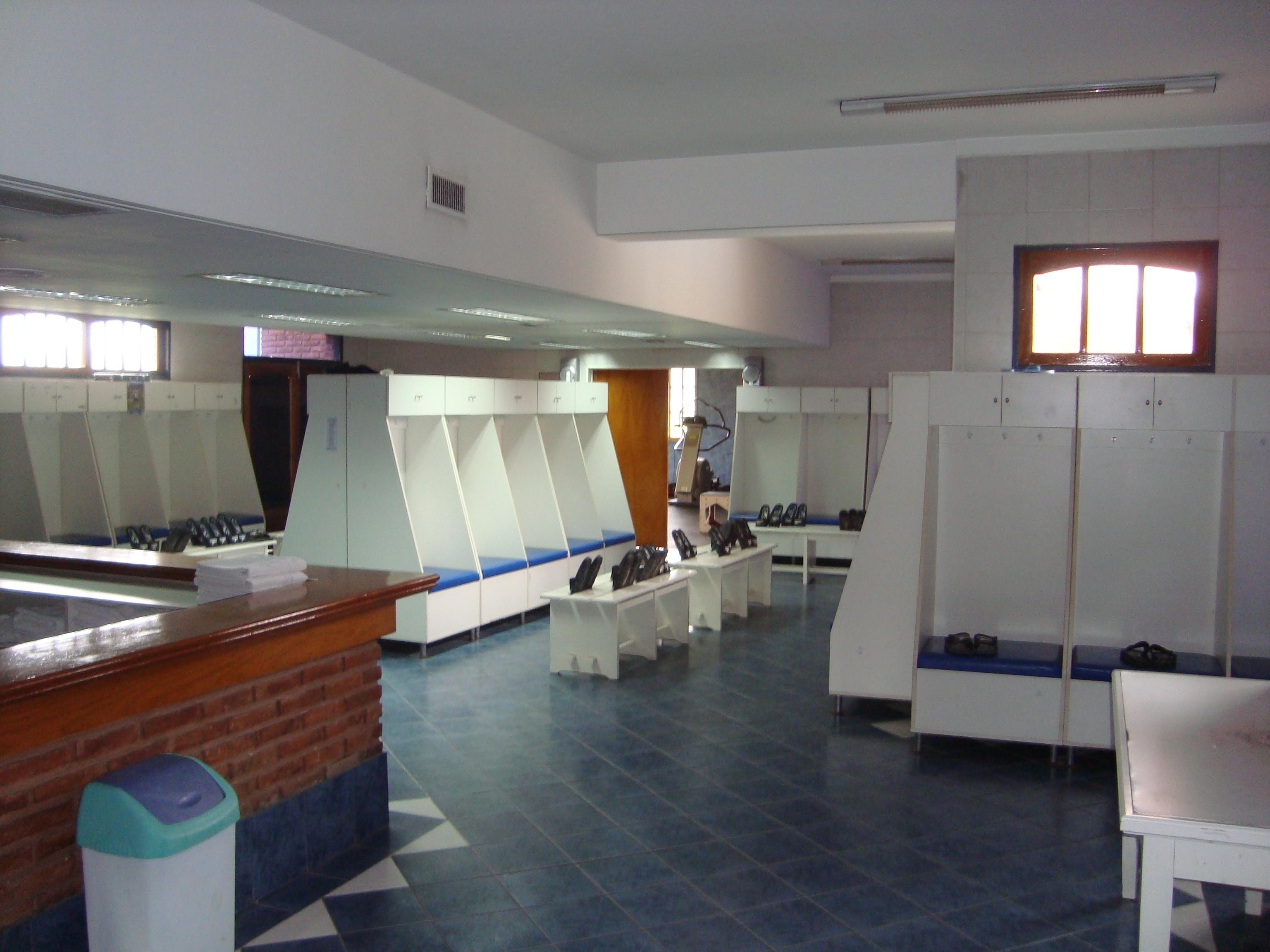
Sección de vestuarios.
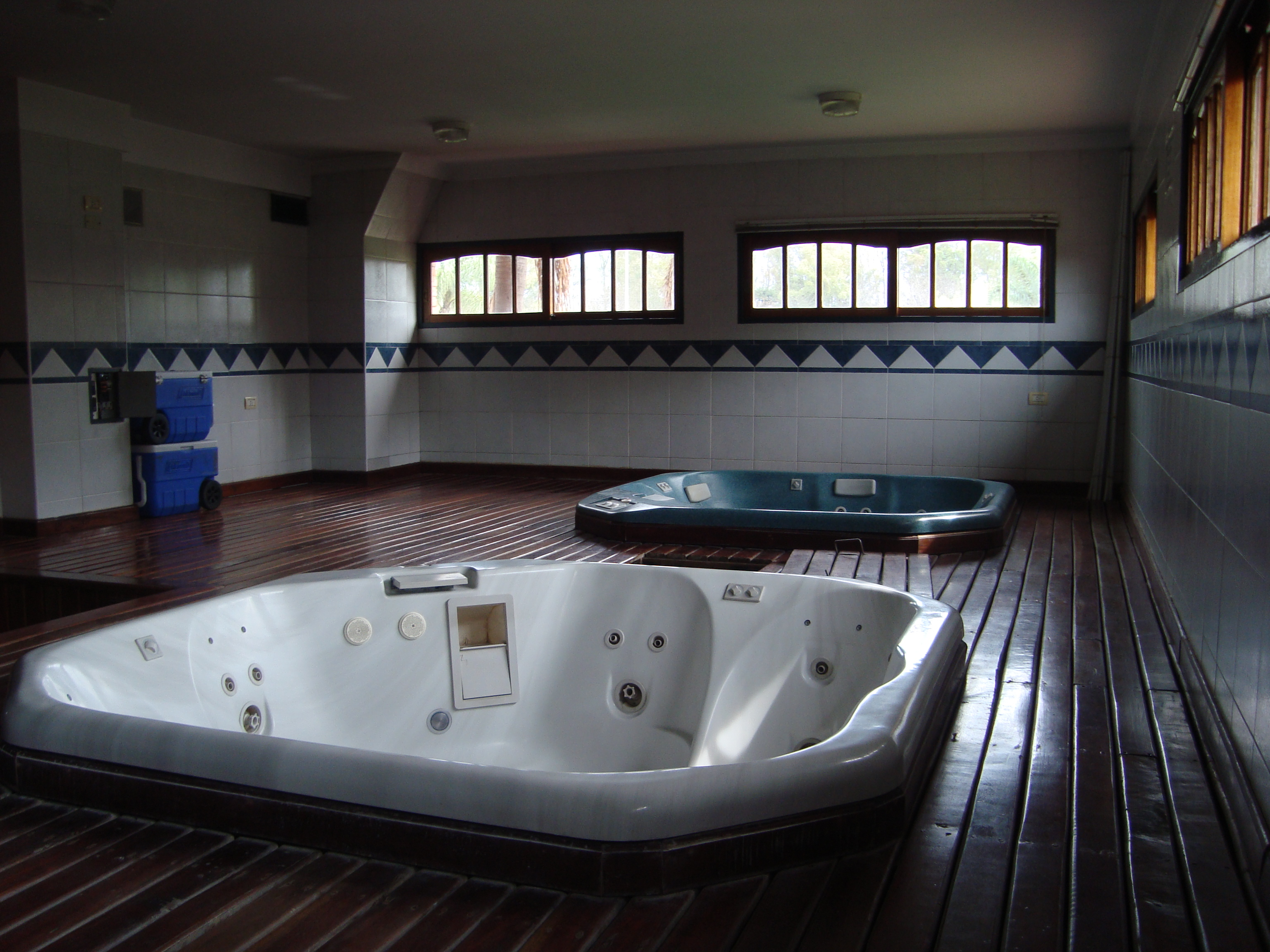
Sauna.
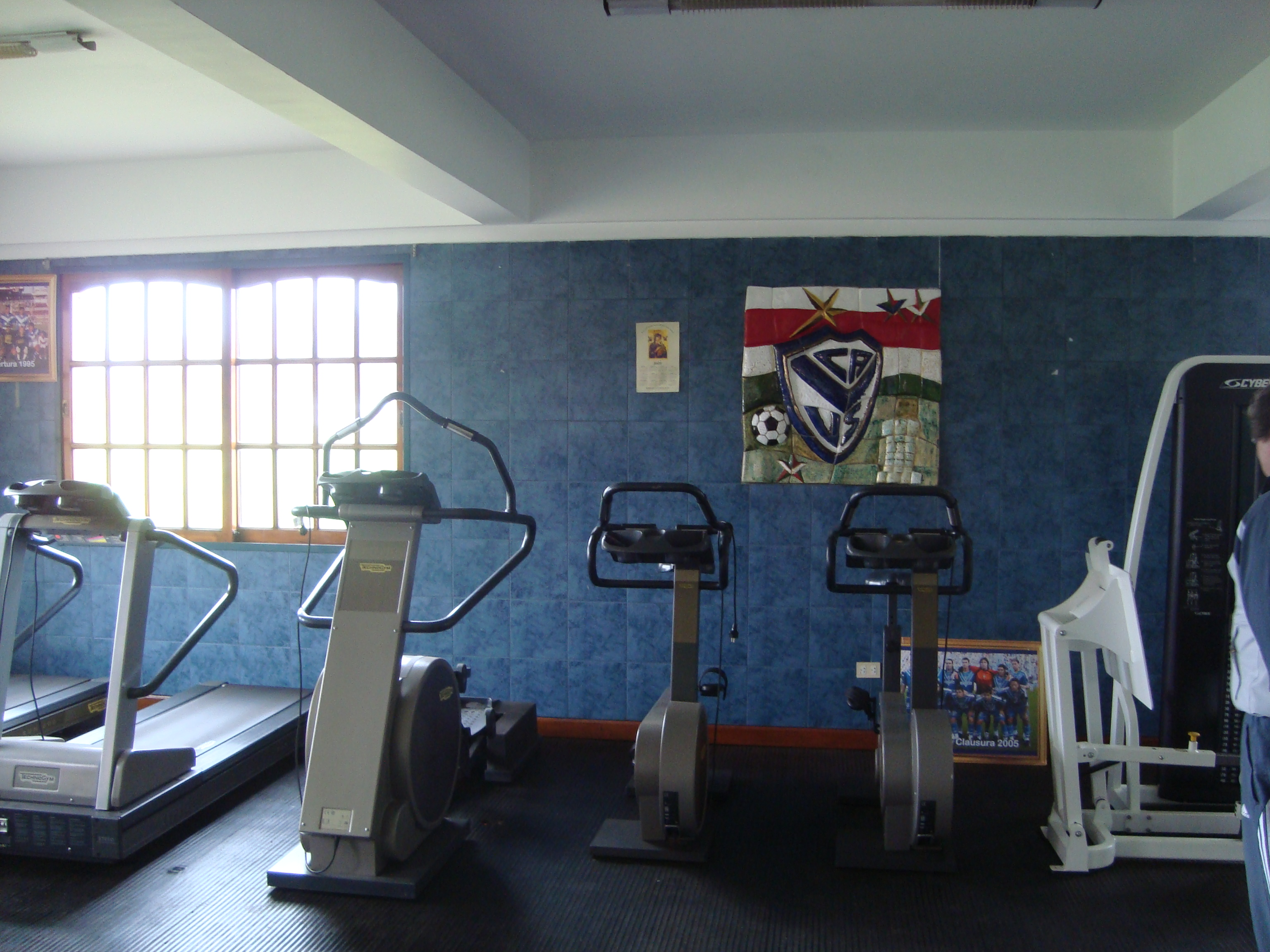
Gimnasio.
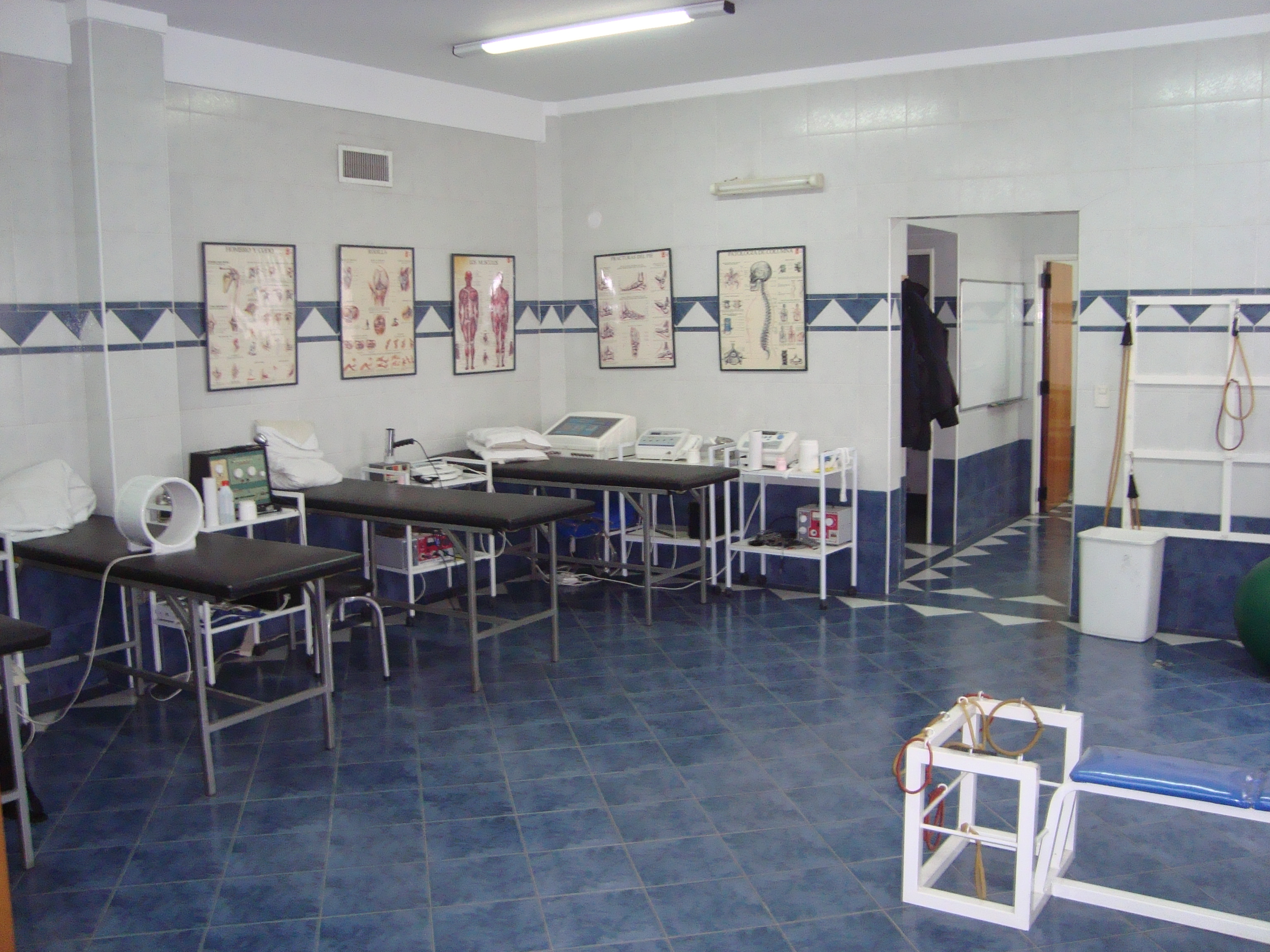
Sala de Kinesiología.
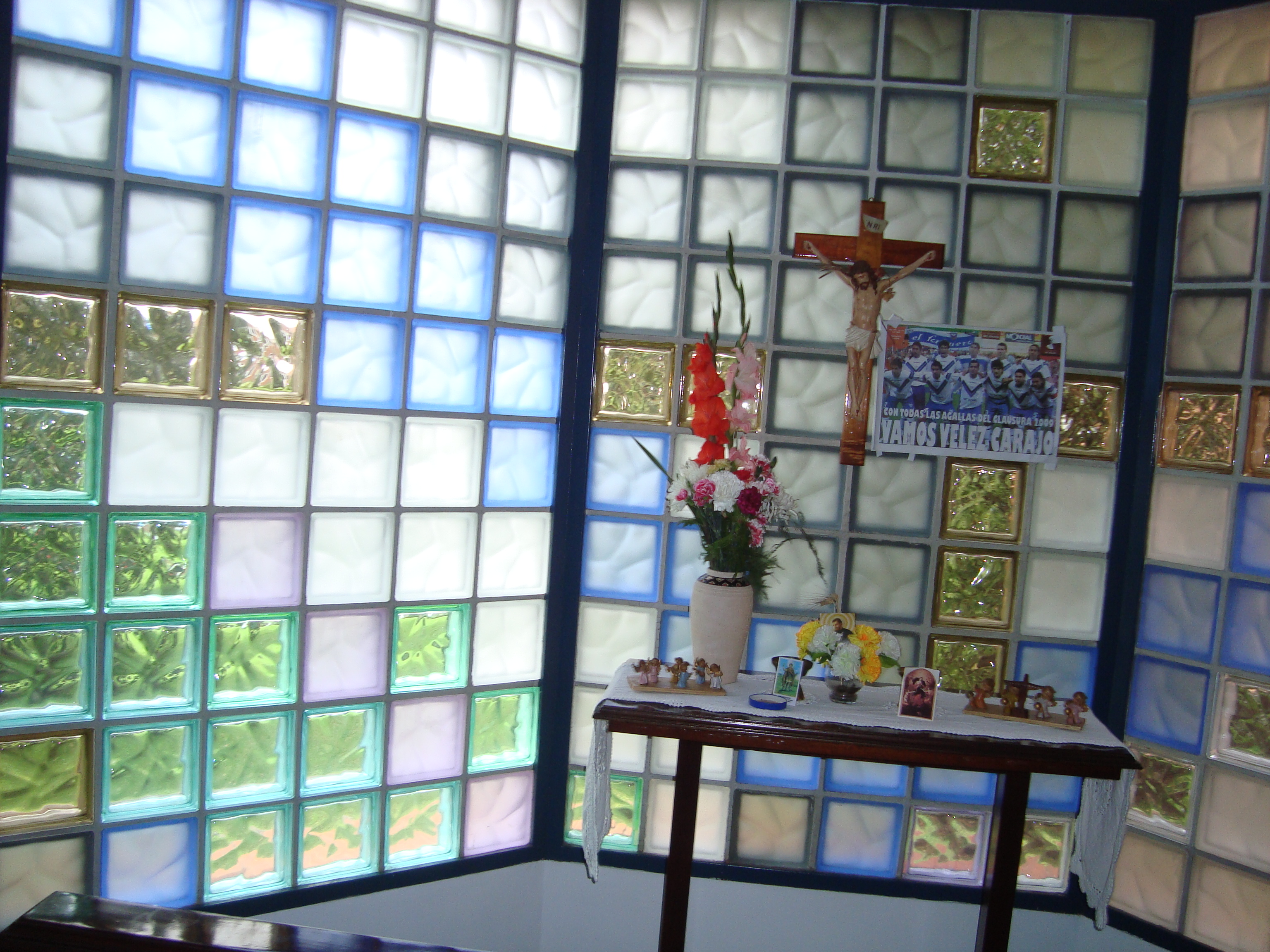
Oratorio.
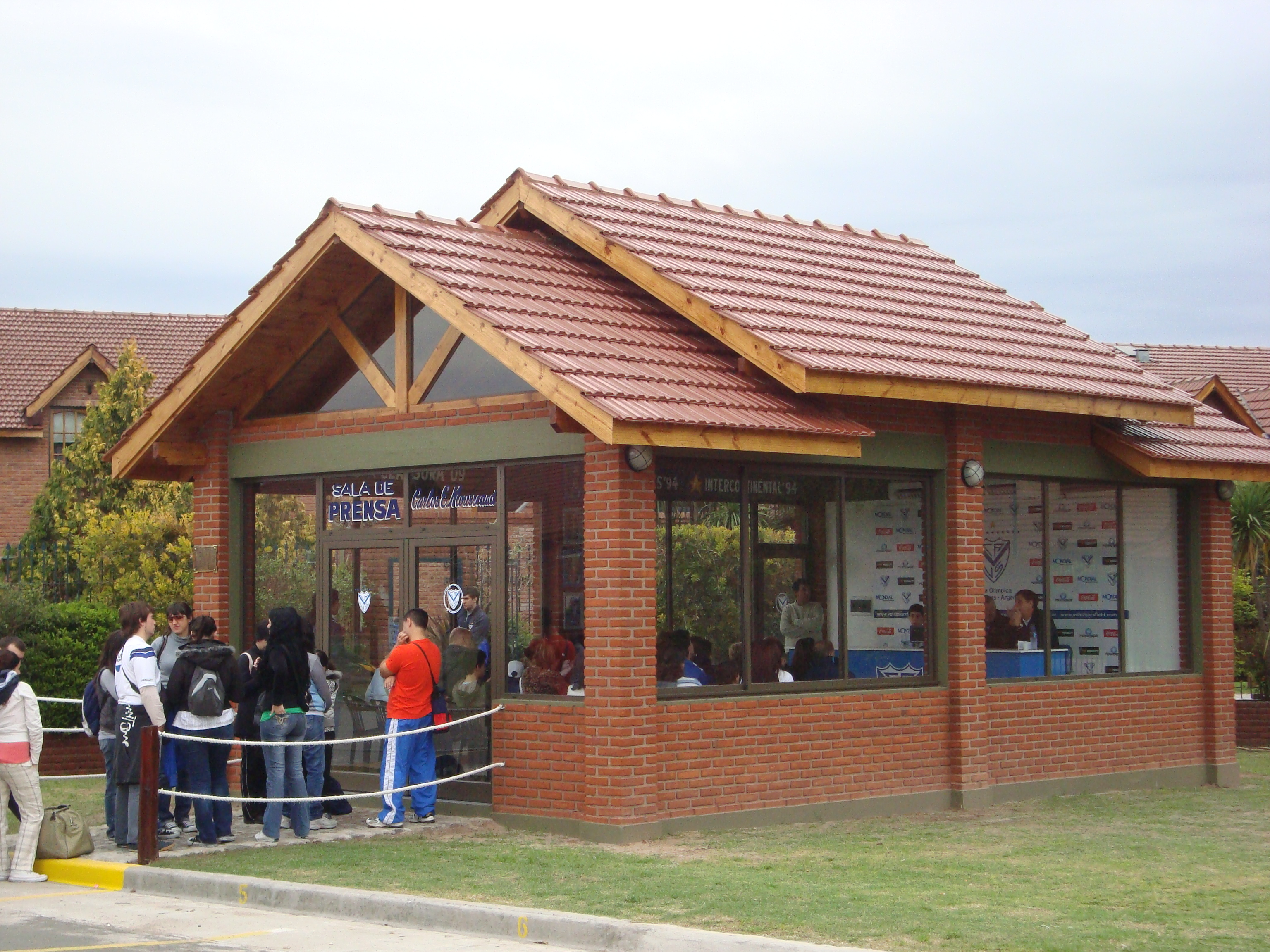
Sala de Prensa.